# Alexandre Sidorenko
Alexandre Sidorenko (Leningrado, 18 febbraio 1988) è un tennista francese.